# نخلة نيبا
نخلة نيبا هي نوع من فصيلة النخلية موطنها الأصلي سواحل المحيط الهندي والمحيط الهادئ.